# Аниматор (туризъм)
 За артистичната професия вижте Аниматор.  
В туристическия и развлекателния бизнес аниматорът е лице, което отговаря за планирането и организацията на програмите за свободното време на организирани групи туристи.
Той трябва да говори на разбираем за повечето туристи език и с дейността си допринася за това те да прекарат свободното си време активно, разнообразно и според предпочитанията си.
Заедно с професиите екскурзовод и водач (гид) се класифицира с код 5113-3001.